# Estádio Municipal João Cavalcante Menezes
Estádio Municipal João Cavalcante Menezes – stadion piłkarski, w Engenheiro Beltrão, Parana, Brazylia, na którym swoje mecze rozgrywa klub Associação Esportiva Recreativa Engenheiro Beltrão.